# Pokřovník ostrovní
Pokřovník ostrovní (Traversia lyalli) je vyhynulý druh pěvce z čeledi pokřovníkovití (Acanthisittidae). Ačkoli nalezené kosterní pozůstatky ukazují, že historicky šlo o hojný druh na obou hlavních ostrovech Nového Zélandu, v době objevu Evropany žil pouze na malém Stephensově ostrově, jenž se nachází v Cookově průlivu. Pokřovník ostrovní byl asi 10 cm velký pták s hnědým opeřením, jenž byl mezi pěvci výjimečný tím, že byl pravděpodobně zcela nelétavý. Podle dostupných indicií šlo o noční druh, ale jeho chování a ekologie zůstávají pro vědce hádankou.
Pokřovník ostrovní byl objeven, vědecky popsán i rychle vyhuben v 90. letech 19. století. Tehdy byl na Stephensově ostrově vybudován maják, jenž zde byl uveden do provozu na konci ledna 1894. Vědecký popis pokřovníka je spjat s osobou strážce majáku Davida Lyalla, jehož kočka mu začala přinášet mrtvolky tohoto vědě dosud neznámého ptáka. První vzorky se rychle dostaly k významným ornitologům té doby, Novozélanďanovi Walterovi Bullerovi a Britovi Lionelu Rothschildovi, přičemž Rothschild svého vědeckého kolegu v popisu nového druhu poněkud nekavalírsky předběhl. Pták byl oficiálně popsán v prosinci roku 1894.
Ohledně vyhynutí pokřovníka panuje řada domněnek a spekulací. Často se uvádí, že za jeho zánik může pouze ona jediná kočka správce majáku; toto tvrzení je ale nepravdivé, protože na Stephensově ostrově roku 1895 prosperovala již celá populace zdivočelých koček, jež se výrazně podepsala na stavech tamějšího ptactva. Datum vyhynutí pokřovníka se tradičně klade již do roku 1895, nicméně s některými vzorky ptáka se obchodovalo i po tomto roce, takže nelze vyloučit ani o něco delší přežívání druhu. Jediné dochované pozůstatky představuje 15 jedinců a některé kosterní zbytky.

## Systematika a evoluce
Pokřovník ostrovní, odb. Traversia lyalli, je pěvec z čeledi pokřovníkovití (Acanthisittidae), jejichž zástupci představují endemity Nového Zélandu. V angličtině se tito ptáci označují jako „novozélandští střízlíci“ („New Zealand wrens“), ačkoli s čeledí střízlíkovitých nejsou blíže příbuzní. Jde naopak o evolučně velmi starou linii, jež je pravděpodobně sesterská vůči všem ostatním pěvcům, a předchází tak jejich hlavní rozštěpení na křikavé (Tyranni) a zpěvné (Passeri).
V rámci čeledi pokřovníkovitých byl pokřovník ostrovní dlouhodobě veden v rodu Xenicus, ačkoli současná systematika jej považuje spíše za jediného zástupce monotypického rodu Traversia. Fylogenetická studie z roku 2016, založená na srovnání mitochondriální DNA a některých morfologických charakteristik, určila, že rod Traversia představuje bazální linii v rámci pokřovníkovitých, přičemž její evoluční rozvětvení podle interpretovaných dat sahá do oligocénu nebo spodního miocénu. Výsledky jednak podporují zařazení pokřovníka ostrovního do samostatného rodu, a jednak otevírají nové otázky týkající se paleogeografie a zoogeografie Nového Zélandu. Předpokládá se totiž, že v průběhu oligocénu došlo k možná úplnému zaplavení novozélandské pevniny; pokud však divergence raných linií pokřovníkovitých proběhla ještě před touto událostí, autoři studie pokládají za pravděpodobné, že části novozélandské pevniny zřejmě zůstaly nezaplavené.
|  | \| \| † Pachyplichas jagmi \| \| \| \| \| \| Xenicus gilviventris (pokřovník alpínský) \| \| \| \| |
|  | |
|  | † Xenicus longipes (pokřovník stromový)                                                            |
|  | |
|  | † Pachyplichas jagmi                                                                               |
|  | |
|  | Xenicus gilviventris (pokřovník alpínský)                                                          |
|  | |

|  | † Pachyplichas jagmi                      |
|  |                                           |
|  | Xenicus gilviventris (pokřovník alpínský) |
|  |                                           |

|  | \| \| † Kuiornis indicator \| \| \| \| \| \| Acanthisitta chloris (pokřovník zelený) \| \| \| \| |
|  |                                                                                                  |
|  | ? † Dendroscansor decurvirostris                                                                 |
|  |                                                                                                  |
|  | † Kuiornis indicator                                                                             |
|  |                                                                                                  |
|  | Acanthisitta chloris (pokřovník zelený)                                                          |
|  |                                                                                                  |

|  | † Kuiornis indicator                    |
|  |                                         |
|  | Acanthisitta chloris (pokřovník zelený) |
|  |                                         |

|  | \| \| † Pachyplichas jagmi \| \| \| \| \| \| Xenicus gilviventris (pokřovník alpínský) \| \| \| \| |
|  | |
|  | † Xenicus longipes (pokřovník stromový)                                                            |
|  | |
|  | † Pachyplichas jagmi                                                                               |
|  | |
|  | Xenicus gilviventris (pokřovník alpínský)                                                          |
|  | |

|  | † Pachyplichas jagmi                      |
|  |                                           |
|  | Xenicus gilviventris (pokřovník alpínský) |
|  |                                           |

|  | \| \| † Kuiornis indicator \| \| \| \| \| \| Acanthisitta chloris (pokřovník zelený) \| \| \| \| |
|  |                                                                                                  |
|  | ? † Dendroscansor decurvirostris                                                                 |
|  |                                                                                                  |
|  | † Kuiornis indicator                                                                             |
|  |                                                                                                  |
|  | Acanthisitta chloris (pokřovník zelený)                                                          |
|  |                                                                                                  |

|  | † Kuiornis indicator                    |
|  |                                         |
|  | Acanthisitta chloris (pokřovník zelený) |
|  |                                         |

|  | \| \| † Pachyplichas jagmi \| \| \| \| \| \| Xenicus gilviventris (pokřovník alpínský) \| \| \| \| |
|  | |
|  | † Xenicus longipes (pokřovník stromový)                                                            |
|  | |
|  | † Pachyplichas jagmi                                                                               |
|  | |
|  | Xenicus gilviventris (pokřovník alpínský)                                                          |
|  | |

|  | † Pachyplichas jagmi                      |
|  |                                           |
|  | Xenicus gilviventris (pokřovník alpínský) |
|  |                                           |

|  | \| \| † Kuiornis indicator \| \| \| \| \| \| Acanthisitta chloris (pokřovník zelený) \| \| \| \| |
|  |                                                                                                  |
|  | ? † Dendroscansor decurvirostris                                                                 |
|  |                                                                                                  |
|  | † Kuiornis indicator                                                                             |
|  |                                                                                                  |
|  | Acanthisitta chloris (pokřovník zelený)                                                          |
|  |                                                                                                  |

|  | † Kuiornis indicator                    |
|  |                                         |
|  | Acanthisitta chloris (pokřovník zelený) |
|  |                                         |

|  | \| \| † Pachyplichas jagmi \| \| \| \| \| \| Xenicus gilviventris (pokřovník alpínský) \| \| \| \| |
|  | |
|  | † Xenicus longipes (pokřovník stromový)                                                            |
|  | |
|  | † Pachyplichas jagmi                                                                               |
|  | |
|  | Xenicus gilviventris (pokřovník alpínský)                                                          |
|  | |

|  | † Pachyplichas jagmi                      |
|  |                                           |
|  | Xenicus gilviventris (pokřovník alpínský) |
|  |                                           |

|  | \| \| † Kuiornis indicator \| \| \| \| \| \| Acanthisitta chloris (pokřovník zelený) \| \| \| \| |
|  |                                                                                                  |
|  | ? † Dendroscansor decurvirostris                                                                 |
|  |                                                                                                  |
|  | † Kuiornis indicator                                                                             |
|  |                                                                                                  |
|  | Acanthisitta chloris (pokřovník zelený)                                                          |
|  |                                                                                                  |

|  | † Kuiornis indicator                    |
|  |                                         |
|  | Acanthisitta chloris (pokřovník zelený) |
|  |                                         |

|  | \| \| † Pachyplichas jagmi \| \| \| \| \| \| Xenicus gilviventris (pokřovník alpínský) \| \| \| \| |
|  | |
|  | † Xenicus longipes (pokřovník stromový)                                                            |
|  | |
|  | † Pachyplichas jagmi                                                                               |
|  | |
|  | Xenicus gilviventris (pokřovník alpínský)                                                          |
|  | |

|  | † Pachyplichas jagmi                      |
|  |                                           |
|  | Xenicus gilviventris (pokřovník alpínský) |
|  |                                           |

|  | \| \| † Kuiornis indicator \| \| \| \| \| \| Acanthisitta chloris (pokřovník zelený) \| \| \| \| |
|  |                                                                                                  |
|  | ? † Dendroscansor decurvirostris                                                                 |
|  |                                                                                                  |
|  | † Kuiornis indicator                                                                             |
|  |                                                                                                  |
|  | Acanthisitta chloris (pokřovník zelený)                                                          |
|  |                                                                                                  |

|  | † Kuiornis indicator                    |
|  |                                         |
|  | Acanthisitta chloris (pokřovník zelený) |
|  |                                         |

|  | \| \| † Pachyplichas jagmi \| \| \| \| \| \| Xenicus gilviventris (pokřovník alpínský) \| \| \| \| |
|  | |
|  | † Xenicus longipes (pokřovník stromový)                                                            |
|  | |
|  | † Pachyplichas jagmi                                                                               |
|  | |
|  | Xenicus gilviventris (pokřovník alpínský)                                                          |
|  | |

|  | † Pachyplichas jagmi                      |
|  |                                           |
|  | Xenicus gilviventris (pokřovník alpínský) |
|  |                                           |

|  | \| \| † Kuiornis indicator \| \| \| \| \| \| Acanthisitta chloris (pokřovník zelený) \| \| \| \| |
|  |                                                                                                  |
|  | ? † Dendroscansor decurvirostris                                                                 |
|  |                                                                                                  |
|  | † Kuiornis indicator                                                                             |
|  |                                                                                                  |
|  | Acanthisitta chloris (pokřovník zelený)                                                          |
|  |                                                                                                  |

|  | † Kuiornis indicator                    |
|  |                                         |
|  | Acanthisitta chloris (pokřovník zelený) |
|  |                                         |

|  | \| \| † Pachyplichas jagmi \| \| \| \| \| \| Xenicus gilviventris (pokřovník alpínský) \| \| \| \| |
|  | |
|  | † Xenicus longipes (pokřovník stromový)                                                            |
|  | |
|  | † Pachyplichas jagmi                                                                               |
|  | |
|  | Xenicus gilviventris (pokřovník alpínský)                                                          |
|  | |

|  | † Pachyplichas jagmi                      |
|  |                                           |
|  | Xenicus gilviventris (pokřovník alpínský) |
|  |                                           |

|  | \| \| † Kuiornis indicator \| \| \| \| \| \| Acanthisitta chloris (pokřovník zelený) \| \| \| \| |
|  |                                                                                                  |
|  | ? † Dendroscansor decurvirostris                                                                 |
|  |                                                                                                  |
|  | † Kuiornis indicator                                                                             |
|  |                                                                                                  |
|  | Acanthisitta chloris (pokřovník zelený)                                                          |
|  |                                                                                                  |

|  | † Kuiornis indicator                    |
|  |                                         |
|  | Acanthisitta chloris (pokřovník zelený) |
|  |                                         |

|  | \| \| † Pachyplichas jagmi \| \| \| \| \| \| Xenicus gilviventris (pokřovník alpínský) \| \| \| \| |
|  | |
|  | † Xenicus longipes (pokřovník stromový)                                                            |
|  | |
|  | † Pachyplichas jagmi                                                                               |
|  | |
|  | Xenicus gilviventris (pokřovník alpínský)                                                          |
|  | |

|  | † Pachyplichas jagmi                      |
|  |                                           |
|  | Xenicus gilviventris (pokřovník alpínský) |
|  |                                           |

|  | \| \| † Kuiornis indicator \| \| \| \| \| \| Acanthisitta chloris (pokřovník zelený) \| \| \| \| |
|  |                                                                                                  |
|  | ? † Dendroscansor decurvirostris                                                                 |
|  |                                                                                                  |
|  | † Kuiornis indicator                                                                             |
|  |                                                                                                  |
|  | Acanthisitta chloris (pokřovník zelený)                                                          |
|  |                                                                                                  |

|  | † Kuiornis indicator                    |
|  |                                         |
|  | Acanthisitta chloris (pokřovník zelený) |
|  |                                         |

|  | \| \| † Pachyplichas jagmi \| \| \| \| \| \| Xenicus gilviventris (pokřovník alpínský) \| \| \| \| |
|  | |
|  | † Xenicus longipes (pokřovník stromový)                                                            |
|  | |
|  | † Pachyplichas jagmi                                                                               |
|  | |
|  | Xenicus gilviventris (pokřovník alpínský)                                                          |
|  | |

|  | † Pachyplichas jagmi                      |
|  |                                           |
|  | Xenicus gilviventris (pokřovník alpínský) |
|  |                                           |

|  | \| \| † Kuiornis indicator \| \| \| \| \| \| Acanthisitta chloris (pokřovník zelený) \| \| \| \| |
|  |                                                                                                  |
|  | ? † Dendroscansor decurvirostris                                                                 |
|  |                                                                                                  |
|  | † Kuiornis indicator                                                                             |
|  |                                                                                                  |
|  | Acanthisitta chloris (pokřovník zelený)                                                          |
|  |                                                                                                  |

|  | † Kuiornis indicator                    |
|  |                                         |
|  | Acanthisitta chloris (pokřovník zelený) |
|  |                                         |

|  | \| \| † Pachyplichas jagmi \| \| \| \| \| \| Xenicus gilviventris (pokřovník alpínský) \| \| \| \| |
|  | |
|  | † Xenicus longipes (pokřovník stromový)                                                            |
|  | |
|  | † Pachyplichas jagmi                                                                               |
|  | |
|  | Xenicus gilviventris (pokřovník alpínský)                                                          |
|  | |

|  | † Pachyplichas jagmi                      |
|  |                                           |
|  | Xenicus gilviventris (pokřovník alpínský) |
|  |                                           |

|  | \| \| † Kuiornis indicator \| \| \| \| \| \| Acanthisitta chloris (pokřovník zelený) \| \| \| \| |
|  |                                                                                                  |
|  | ? † Dendroscansor decurvirostris                                                                 |
|  |                                                                                                  |
|  | † Kuiornis indicator                                                                             |
|  |                                                                                                  |
|  | Acanthisitta chloris (pokřovník zelený)                                                          |
|  |                                                                                                  |

|  | † Kuiornis indicator                    |
|  |                                         |
|  | Acanthisitta chloris (pokřovník zelený) |
|  |                                         |

|  | \| \| † Pachyplichas jagmi \| \| \| \| \| \| Xenicus gilviventris (pokřovník alpínský) \| \| \| \| |
|  | |
|  | † Xenicus longipes (pokřovník stromový)                                                            |
|  | |
|  | † Pachyplichas jagmi                                                                               |
|  | |
|  | Xenicus gilviventris (pokřovník alpínský)                                                          |
|  | |

|  | † Pachyplichas jagmi                      |
|  |                                           |
|  | Xenicus gilviventris (pokřovník alpínský) |
|  |                                           |

|  | \| \| † Kuiornis indicator \| \| \| \| \| \| Acanthisitta chloris (pokřovník zelený) \| \| \| \| |
|  |                                                                                                  |
|  | ? † Dendroscansor decurvirostris                                                                 |
|  |                                                                                                  |
|  | † Kuiornis indicator                                                                             |
|  |                                                                                                  |
|  | Acanthisitta chloris (pokřovník zelený)                                                          |
|  |                                                                                                  |

|  | † Kuiornis indicator                    |
|  |                                         |
|  | Acanthisitta chloris (pokřovník zelený) |
|  |                                         |

|  | \| \| † Pachyplichas jagmi \| \| \| \| \| \| Xenicus gilviventris (pokřovník alpínský) \| \| \| \| |
|  | |
|  | † Xenicus longipes (pokřovník stromový)                                                            |
|  | |
|  | † Pachyplichas jagmi                                                                               |
|  | |
|  | Xenicus gilviventris (pokřovník alpínský)                                                          |
|  | |

|  | † Pachyplichas jagmi                      |
|  |                                           |
|  | Xenicus gilviventris (pokřovník alpínský) |
|  |                                           |

|  | \| \| † Kuiornis indicator \| \| \| \| \| \| Acanthisitta chloris (pokřovník zelený) \| \| \| \| |
|  |                                                                                                  |
|  | ? † Dendroscansor decurvirostris                                                                 |
|  |                                                                                                  |
|  | † Kuiornis indicator                                                                             |
|  |                                                                                                  |
|  | Acanthisitta chloris (pokřovník zelený)                                                          |
|  |                                                                                                  |

|  | † Kuiornis indicator                    |
|  |                                         |
|  | Acanthisitta chloris (pokřovník zelený) |
|  |                                         |

|  | \| \| † Pachyplichas jagmi \| \| \| \| \| \| Xenicus gilviventris (pokřovník alpínský) \| \| \| \| |
|  | |
|  | † Xenicus longipes (pokřovník stromový)                                                            |
|  | |
|  | † Pachyplichas jagmi                                                                               |
|  | |
|  | Xenicus gilviventris (pokřovník alpínský)                                                          |
|  | |

|  | † Pachyplichas jagmi                      |
|  |                                           |
|  | Xenicus gilviventris (pokřovník alpínský) |
|  |                                           |

|  | \| \| † Kuiornis indicator \| \| \| \| \| \| Acanthisitta chloris (pokřovník zelený) \| \| \| \| |
|  |                                                                                                  |
|  | ? † Dendroscansor decurvirostris                                                                 |
|  |                                                                                                  |
|  | † Kuiornis indicator                                                                             |
|  |                                                                                                  |
|  | Acanthisitta chloris (pokřovník zelený)                                                          |
|  |                                                                                                  |

|  | † Kuiornis indicator                    |
|  |                                         |
|  | Acanthisitta chloris (pokřovník zelený) |
|  |                                         |

|  | \| \| † Pachyplichas jagmi \| \| \| \| \| \| Xenicus gilviventris (pokřovník alpínský) \| \| \| \| |
|  | |
|  | † Xenicus longipes (pokřovník stromový)                                                            |
|  | |
|  | † Pachyplichas jagmi                                                                               |
|  | |
|  | Xenicus gilviventris (pokřovník alpínský)                                                          |
|  | |

|  | † Pachyplichas jagmi                      |
|  |                                           |
|  | Xenicus gilviventris (pokřovník alpínský) |
|  |                                           |

|  | \| \| † Kuiornis indicator \| \| \| \| \| \| Acanthisitta chloris (pokřovník zelený) \| \| \| \| |
|  |                                                                                                  |
|  | ? † Dendroscansor decurvirostris                                                                 |
|  |                                                                                                  |
|  | † Kuiornis indicator                                                                             |
|  |                                                                                                  |
|  | Acanthisitta chloris (pokřovník zelený)                                                          |
|  |                                                                                                  |

|  | † Kuiornis indicator                    |
|  |                                         |
|  | Acanthisitta chloris (pokřovník zelený) |
|  |                                         |

|  | \| \| † Pachyplichas jagmi \| \| \| \| \| \| Xenicus gilviventris (pokřovník alpínský) \| \| \| \| |
|  | |
|  | † Xenicus longipes (pokřovník stromový)                                                            |
|  | |
|  | † Pachyplichas jagmi                                                                               |
|  | |
|  | Xenicus gilviventris (pokřovník alpínský)                                                          |
|  | |

|  | † Pachyplichas jagmi                      |
|  |                                           |
|  | Xenicus gilviventris (pokřovník alpínský) |
|  |                                           |

|  | \| \| † Kuiornis indicator \| \| \| \| \| \| Acanthisitta chloris (pokřovník zelený) \| \| \| \| |
|  |                                                                                                  |
|  | ? † Dendroscansor decurvirostris                                                                 |
|  |                                                                                                  |
|  | † Kuiornis indicator                                                                             |
|  |                                                                                                  |
|  | Acanthisitta chloris (pokřovník zelený)                                                          |
|  |                                                                                                  |

|  | † Kuiornis indicator                    |
|  |                                         |
|  | Acanthisitta chloris (pokřovník zelený) |
|  |                                         |

|  | \| \| † Pachyplichas jagmi \| \| \| \| \| \| Xenicus gilviventris (pokřovník alpínský) \| \| \| \| |
|  | |
|  | † Xenicus longipes (pokřovník stromový)                                                            |
|  | |
|  | † Pachyplichas jagmi                                                                               |
|  | |
|  | Xenicus gilviventris (pokřovník alpínský)                                                          |
|  | |

|  | † Pachyplichas jagmi                      |
|  |                                           |
|  | Xenicus gilviventris (pokřovník alpínský) |
|  |                                           |

|  | \| \| † Kuiornis indicator \| \| \| \| \| \| Acanthisitta chloris (pokřovník zelený) \| \| \| \| |
|  |                                                                                                  |
|  | ? † Dendroscansor decurvirostris                                                                 |
|  |                                                                                                  |
|  | † Kuiornis indicator                                                                             |
|  |                                                                                                  |
|  | Acanthisitta chloris (pokřovník zelený)                                                          |
|  |                                                                                                  |

|  | † Kuiornis indicator                    |
|  |                                         |
|  | Acanthisitta chloris (pokřovník zelený) |
|  |                                         |

## Popis

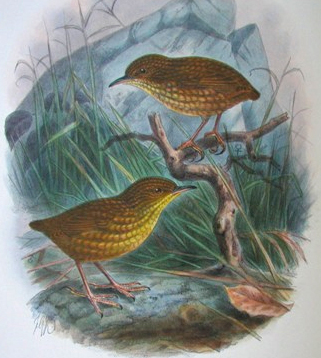
Samice (nahoře) a samec (dole) pokřovníka ostrovního

Pokřovník ostrovní dosahoval celkové délky těla 10 cm. Délka křídla činila asi 46 mm, ocas měřil asi 21 mm, zobák 19 mm a běhák 19 mm. Celková hmotnost je odhadována na zhruba 22 g. Co se týče pohlavního dimorfismu, samci byli o něco menší než samice.
Opeření bylo na svrchní straně těla tmavě olivové, s hnědým okrajem pírek, přičemž působilo strakatým dojmem. Křídla a ocas měly barvu olivově zelenohnědou, se zelenožlutými pírky na ohybu křídel. Spodní partie těla a boky byly olivově zelené, hrdlo a hruď navíc se žlutavými odstíny, opět doplněnými o tmavé okraje pírek. Přes oko se táhnul žlutavý proužek. Obě pohlaví se svým opeřením vesměs podobala, ačkoli samci měli zbarvení o něco živější a výraznější. Barva zobáku a končetin se pohybovala v hnědých odstínech. Ve srovnání s ostatními pokřovníky měl pokřovník ostrovní výraznější opeření, byl o něco větší a měl také robustnější zobák – fenomén typický pro některé ostrovní druhy.
Pokřovník ostrovní byl zřejmě zcela nelétavým ptákem, na což poukazují jak dobová pozorování, tak některé anatomické znaky; neobvykle zmenšený je například hřeben hrudní kosti (carina). Ačkoli byl tento evoluční trend pozorován u mnoha ptačích ostrovních endemitů, jako byli například někteří chřástalovití anebo proslulí drontovití, u pěvců zůstává ztráta letových schopností vzácná. Zaznamenána byla pouze u několika druhů, k nimž lze zařadit některé jiné pokřovníkovité (např. Dendroscansor decurvirostris) nebo strnada Emberiza alcoveri z ostrova Tenerife. Všechny tyto druhy jsou v současnosti rovněž vyhynulé, známé navíc pouze ze subfosilních pozůstatků. Závěr o jejich nalétavosti byl proto mj. založen právě na srovnávací anatomii s pokřovníkem ostrovním. Pokřovník ostrovní zároveň drží i rekord coby nejmenší známý nelétavý pták.

## Ekologie

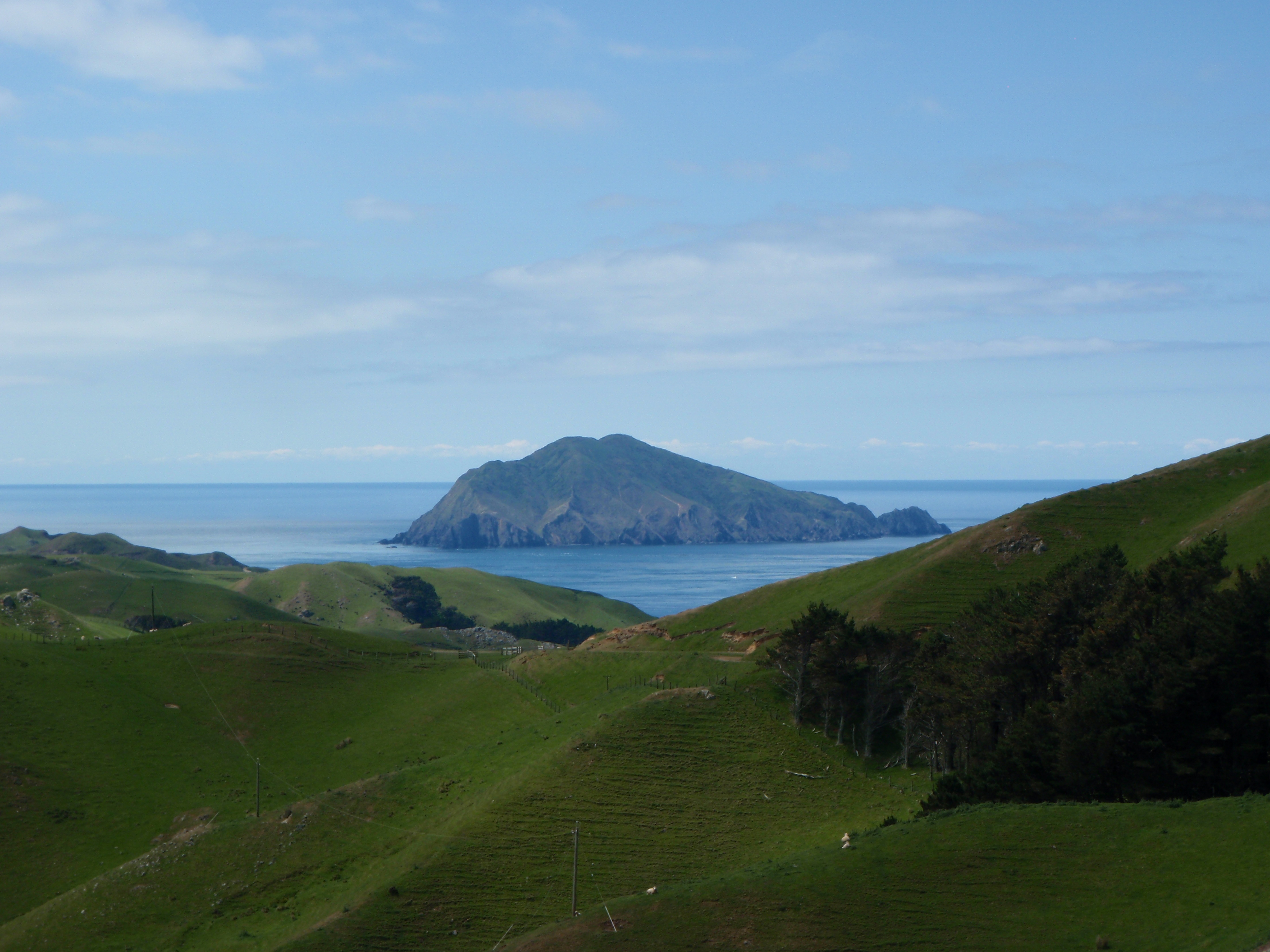
Stephensův ostrov z D'Urvilleho ostrova

V době svého objevu žil pokřovník ostrovní pouze na Stephensově ostrově, jenž se nachází v Cookově průlivu v blízkosti severního pobřeží Jižního ostrova Nového Zélandu. Ostrov má rozlohu 150 ha a maximální nadmořskou výšku 283 m.

Toto území však představovalo pouze zbývající refugium kdysi podstatně rozšířenějšího druhu: naleziště na Severním i Jižním ostrově Nového Zélandu poskytla množství kosterních nálezů pokřovníků, kteří na hlavních ostrovech žili od subalpínského pásma až po pobřežní oblasti. Reliktní populace na Stephensově ostrově nejspíš přežívala od konce poslední doby ledové, kdy došlo k přerušení pevninských mostů mezi jednotlivými ostrovy. Vymizení ptáka z hlavních ostrovů je dáváno především do souvislosti s jejich kolonizací Maory během 14. století, jež je spojena jak s přetvářením původních stanovišť, tak s lovem místních druhů a zejména se zavlečením nepůvodních predátorů. Především krysy ostrovní (Rattus exulans) měly neblahý vliv na místní drobné endemitní ptactvo. Naopak Stephensův ostrov zůstal vlivu invazivních druhů až do evropské kolonizace ušetřen.

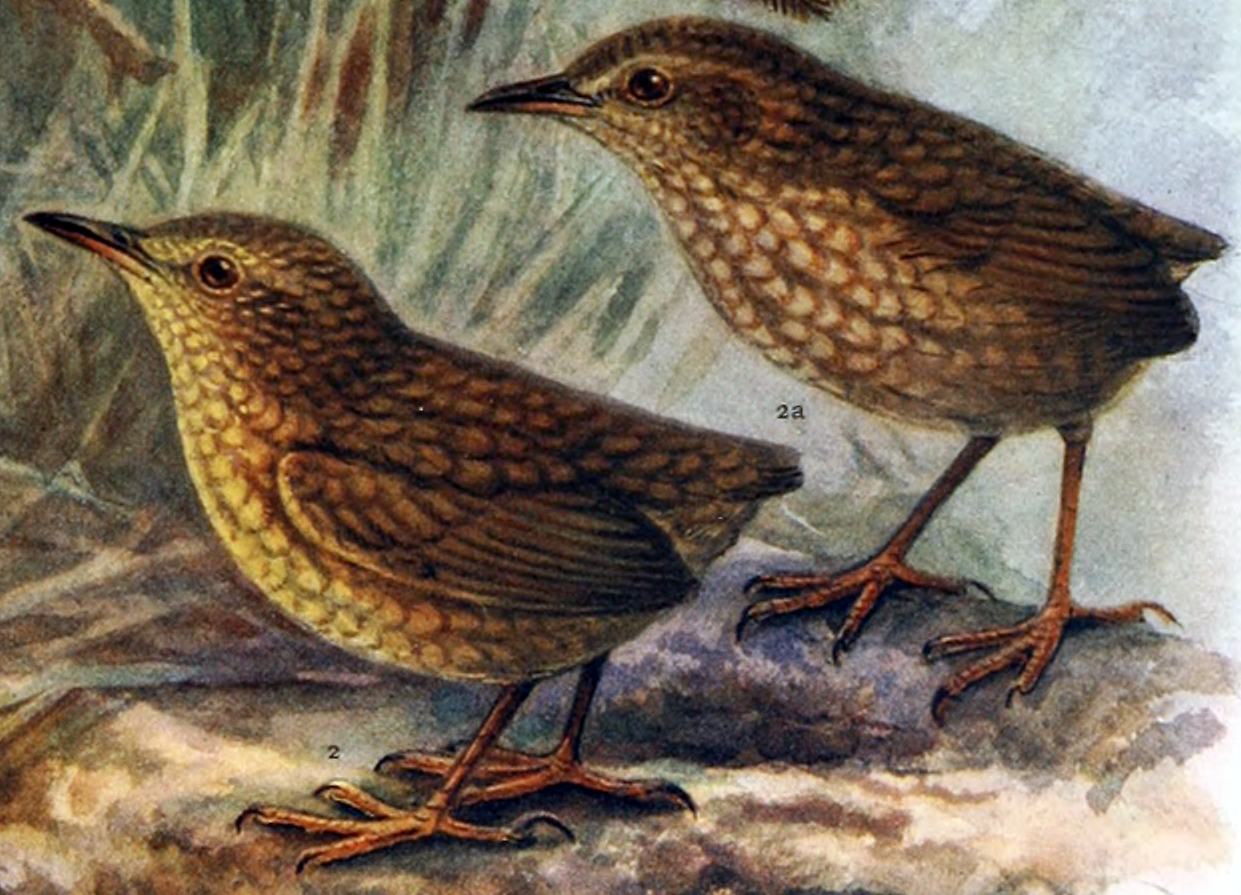
Dvojice pokřovníků na kresbě J. G. Keulemanse

Ostrov byl v polovině 19. století silně zalesněn, a to od pobřeží až po nejvyšší bod ostrova, přičemž tamní nižší porosty nejspíš demonstrovaly přizpůsobení se místním větrným podmínkám. Dobové záznamy poukazují na fakt, že ostrov navzdory své rozloze poskytoval domov širokému množství různého ptactva: jmenovat lze kruhoočko australopacifické (Zosterops lateralis), pávíka popelavého (Rhipidura fuliginosa), střízlíkovce novozélandského (Gerygone igata), chřástala páskovaného (Hypotaenidia philippensis), holuba maorského (Hemiphaga novaeseelandiae), laločníky sedlaté (Philesturnus carunculatus), pištce žluté (Mohoua ochrocephala), pištce šedokrké (Mohoua novaeseelandiae), medosavky novozélandské (Anthornis melanura), tuie zpěvného (Prosthemadera novaeseelandiae), lejsčíky či turnagry drozdí (Turnagra capensis). Řada z těchto druhů zde byla vlivem evropské kolonizace vyhubena.
Co se týče ekologie samotného pokřovníka ostrovního, informace jsou mimořádně chudé. Pták byl ve volné přírodě spatřen pouze dvakrát, v obou případech strážcem majáku Lyallem. Ptáci byli zjevně soumrační až noční, většinu času pravděpodobně trávili plížením se mezi kameny. Podle všeho šlo o funkčně zcela nelétavé ptáky. Pokud je člověk vyrušil, unikli velmi rychlým během, jenž byl připodobňován k běhu myšímu. Pro noční aktivitu svědčí i fakt, že většina kosterních nálezů pokřovníků z pevninského Nového Zélandu byla nalezena v pozůstatcích potravy místního druhu sovy, taktéž vyhubené sovky bělolící (Sceloglaux albifacies). Složení potravy samotného pokřovníka zůstává otevřenou otázkou. Zploštělá lebka společně s plochým, širokým zobákem a výrazné kosti končetin naznačují specializovanou, ale blíže neurčenou ekologickou roli v ekosystému.

## Historie
Samotný objev, vědecký popis i vyhubení pokřovníka ostrovního proběhly v 90. letech 19. století v průběhu pouhých několika let – v době, kdy byl Nový Zéland pod britskou správou.

### Objev
Stephensův ostrov byl dlouhodobě neobydlený a prostý vlivu zavlečených druhů. Příslušné úřady jej však na konci 19. století vybraly jako stanoviště pro maják, jenž měl navigovat lodě plující západními vodami Cookova průlivu. Stavba začala v roce 1892 – již ze začátku 90. let pocházejí sporé zprávy o pozorování pokřovníků ze strany místních dělníků. Samotný maják byl uveden do provozu na konci ledna 1894. Hlídala ho trojice strážců, jež na ostrově pobývala společně se svými rodinami a jedním učitelem dětí – celkem zde žilo 17 lidí. Původní ráz ostrova byl v důsledku této kolonizace změněn: došlo k vymýcení části zdejších křovinatých porostů a k dovezení ovcí a skotu.
Vědecký popis pokřovníka ostrovního měl poměrně netradiční podtext. V červnu 1894 totiž jednomu ze strážců majáku, Davidu Lyallovi, začala kočka přinášet mrtvolky jemu neznámých ptáků. Lyall se zajímal o přírodopis a vytušil, že by tito malí pěvci mohli zaujmout tehdejší ornitology. Když na ostrov připlula zásobovací loď Hinemoa, Lyall předal připravenou kožku jednomu z pracovníků lodi, A. W. Bethunemu, a požádal jej, aby ji ve Wellingtonu představil Walterovi Bullerovi, významnému novozélandskému ornitologovi. K němu se mrtvý pokřovník dostal v průběhu července, přičemž zkušený přírodovědec rozpoznal, že se jedná o vědě dosud neznámý druh. Rychle začal pracovat na jeho vědeckém popisu, jenž měl vyjít v časopise Britské ornitologické společnosti The Ibis.
Ačkoli Buller doufal, že obdrží další exempláře nového druhu, žádný další kus se k němu již v tuto dobu nedostal. Lyall devět dalších ptáků předal svému prostředníkovi, novozélandskému obchodníkovi Henrymu Hammersleymu Traversovi, jenž sice Bullera vzorky pravidelně zásoboval, v tomto případě se však rozhodl postupovat jinak. Namísto něj raději oslovil britského ornitologa Lionela Waltera Rothschilda, jenž byl pověstný tím, že pro své soukromé muzeum v Tringu nadšeně shromažďoval celé série různých vzácných ptáků – a navíc byl mnohem bohatší než Buller, jenž mu sám některé vzorky přeprodával.
Rothschild neotálel a Bullera v oficiálním vydání popisu nového druhu o několik měsíců předešel, jím ustanovené jméno Traversia lyalli z prosince 1894, zvolené na počest Traverse a Lyalla, tak dostalo podle nomenklatorických pravidel přednost před Bullerovým pojmenováním Xenicus insularis z dubna následujícího roku. Mezi oběma přírodovědci tento akt vyvolal vlnu vzájemné nevole a osočování. Buller podle vlastních slov tvrdil, že Travers poslal pokřovníky Rothschildovi jen několik týdnů poté, co se jeho exemplář dostal k vydavateli The Ibis a zatímco nizozemský ilustrátor J. G. Keulemans připravoval k článku doplňující ilustraci. Sám Rothschild navíc o Bullerově snaze věděl, jak je patrné z jeho vlastní argumentace v díle Extinct Birds (Vyhynulí ptáci), jež vydal v roce 1907, tj. rok po Bullerově smrti:
… Protože jsem se nemohl zúčastnit prosincového zasedání Britského ornitologického klubu v roce 1894, požádal jsem doktora Harterta, aby ptáky představil pod mým jménem. Když tak učinil a přečetl jejich popis, předseda Dr. P. L. Sclater podotkl, že v časopise Ibis mají vyjít popis a ilustrace téhož ptáka od Sira Waltera Bullera, a zeptal se proto Dr. Harterta, zda bych svůj popis nestáhl. Dr. Hartert řekl, že jde o nešťastnou situaci, ale že nemá pravomoc můj popis stáhnout, a on a Dr. Sharpe se domnívali, že by jednání schůze mělo být zaznamenáno bez ohledu na rukopisy, které by se mohly týkat téhož ptáka. Nepochybně to byla pro sira Waltera Bullera smůla, ale stejná smůla by to byla i pro mě, kdyby mě s popisem nového druhu předešel. On měl jen jeden exemplář; já devět, obou pohlaví, a zaplatil jsem za ně vysokou cenu jako za typové vzorky. Můj typový vzorek je v Tringu, a jak všichni vědí, je k dispozici ke studiu každému kompetentnímu ornitologovi, zatímco Bullerův typový vzorek nebyl v žádném muzeu a nebylo jisté, komu ho později prodá.

[…]

Mohu jen dodat, že moje jméno, které bylo publikováno v prosinci 1894, má samozřejmě přednost před jeho, které bylo publikováno až v dubnu 1895.
L. W. Rothschild, 1907

### Sběr a osud muzejních vzorků

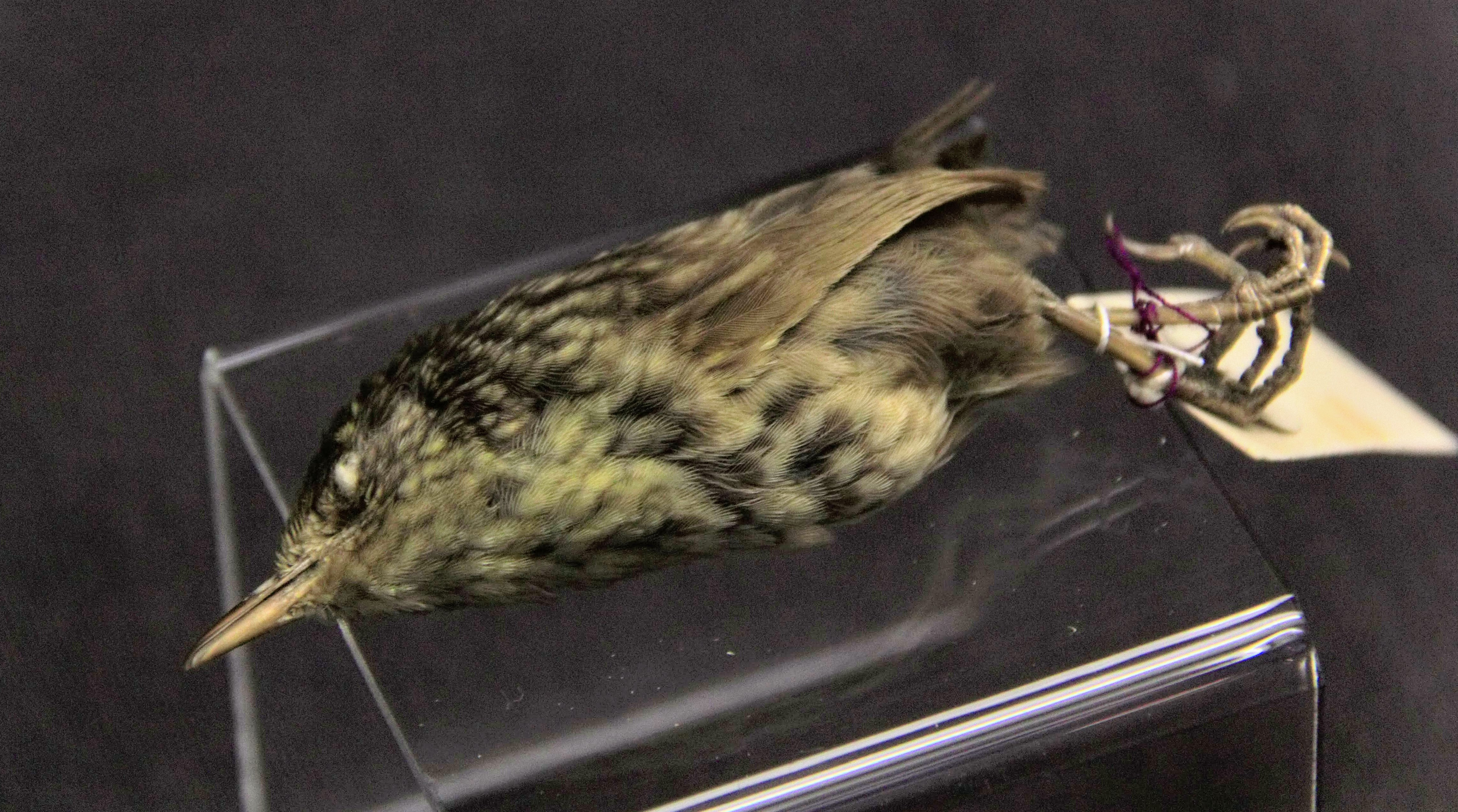
Kožka v Carnegie Museum of Natural History v Pittsburghu

Do dnešních dní se dochovalo pouze 15 jedinců pokřovníků a některé subfosilní pozůstatky, které jsou schraňovány ve Wellingtonu.
Původních devět vzorků z roku 1894, které obdržel Rothschild, jsou dnes rozděleny mezi Přírodopisné muzeum v Londýně (tři), Americké přírodovědné muzeum v New Yorku (čtyři), Akademii přírodních věd ve Filadelfii (jeden) a Muzeum srovnávací zoologie ve státě Massachusetts (jeden). Na začátku roku 1895 Travers slíbil Rothschildovi zásilku, jež měla zahrnovat i pokřovníka konzervovaného v lihu. Tohoto jedince, za něhož si sběratel účtoval 5 £, však Rothschild neobdržel, stejně jako slíbenou náhradu. V dopise pro Ernsta Harterta z listopadu 1895 Travers informoval, že má k prodeji celkem dva konzervované exempláře. Rothschild však tuto zásilku odmítl pro její přemrštěnou cenu: Travers využil toho, že pták byl v tuto dobu již vyhuben, či téměř vyhuben, a požadoval za každý vzorek 50 £ (v přepočtu na kupní sílu v roce 2020 by to činilo téměř 8 950 £ za oba ptáky).
Osud původního vzorku, který byl zapůjčen Bullerovi, není jasný a je možné, že se dostal zpět k Bethunemu. Novozélandskému ornitologovi se nicméně podařilo získat pro sebe a svou rodinu ještě další tři jedince: v článku ze srpna 1895 hovořil o tom, že měl „nedávno možnost prohlédnout si vzorek samice“, jenž si později zakoupil, a jeden pár pokřovníků získal do svých sbírek také jeho syn. Tyto tři ptáky uchovává Carnegie Museum v Pittsburghu (samici) a Canterbury Museum v Christchurchi (pár), datace těchto vzorků však vyvolává mnoho otázek. Pár z Canterbury Museum je totiž datován do roku 1899, kdy již byl pták považován za vyhynulého. Zůstává otevřenou otázkou, jestli jde o pouhou chybu v popisu vzorku, anebo pták na konci 90. let ještě přežíval. Je také hypoteticky možné, že Lyall, který Stephensův ostrov opustil v červnu 1896, ale jenž podle Bullera získal všechny exempláře pokřovníka, obchodoval s nějakými staršími jedinci, anebo si nechal jedince z ostrova posílat.
Další vzorek zakoupil Buller od Traverse pro anglického kanovníka Henryho Bakera Tristrama, jenž patřil mezi nadšené přírodovědce a mj. rané stoupence darwinismu. V září 1898 Travers s nabídkou prodeje vzorku kontaktoval i přírodovědce Jamese Hectora z Koloniálního muzea ve Wellingtonu. Ačkoli se může jednat o dvojici ptáků z listopadu 1895, počet a osud Traversem skutečně vlastněných jedinců zůstává rovněž hádankou: Bullerovi tvrdil, že má k prodeji ještě dva ptáky, zatímco Hectorovi nabízel pouze jednoho. Tristramův vzorek později připadl Liverpoolskému muzeu.
Jeden vzorek pokřovníka schraňuje i původní Koloniální muzeum, dnes Muzeum Nového Zélandu Te Papa Tongarewa, ale jeho původ je nejistý. Pták může pocházet ze zásilky, kterou Travers prodal muzeu roku 1901 a jež měla být předvedena vévodovi a vévodkyni z Yorku, tj. pozdějšímu králi Jiřímu V. a královně Marii z Tecku, kteří Nový Zéland toho roku navštívili. Z roku 1905 pochází záznam o posledním známém exempláři, jehož Travers prodal pro Otago Museum v Dunedinu.

### Vyhynutí
Za hlavní příčinu vyhynutí pokřovníka ostrovního je pokládána predace ze strany zavlečených koček, přičemž již v době svého vědeckého popisu byl tento pták nejspíše na pokraji vyhubení. Ohledně zániku pokřovníka ostrovního nicméně panuje řada smyšlenek a nejasností. Jednou z nejznámějších historek je ta, že za vyhubení druhu mohla pouze Lyallova kočka, která je v některých zdrojích uváděna pod jménem „Tibbles“. Tuto informaci rozšířil zejména Lionel Rothschild, ačkoli podle všeho není pravdivá – na ostrově totiž již v roce 1895 prosperovala celá populace koček, jež se významně podepsala na populacích tehdejších ptáků. Nelze však jednoznačně zjistit, jestli tamější kočky pocházely z jediné březí samice, jež tam byla zavlečena někdy na počátku roku 1894 (a která přinášela mrtvé ptáky Lyallovi), anebo jestli na ostrov bylo dovezeno větší množství koček při více různých příležitostech.
Naopak se nezdá pravděpodobné, že by na vyhynutí pokřovníka ostrovního měla dominantní vliv ztráta přirozeného prostředí a lov lidmi. V prvém případě totiž platí, že k největšímu mýcení zdejších porostů došlo až v dobách, kdy byl pokřovník ostrovní považován za vyhynulý druh. Vyhubení ze strany lidských sběratelů zůstává taktéž pochybné, protože navzdory snaze Traverse a Lyalla získat co nejvíce vzorků není celkový počet odlovených a zachovaných exemplářů příliš vysoký. Příslušné jedince navíc Lyall podle všeho získával právě jako úlovky od své kočky – což mj. demonstruje, oč byly tyto šelmy schopnějšími lovci ve srovnání s lidskými sběrateli.
Dalším často uváděným, leč ne zcela jednoznačným faktem je, že k vyhynutí pokřovníka došlo již před koncem roku 1895. Travers v dopise pro Ernsta Harterta z listopadu toho roku sice zmínil, že jej „jeho přítel pan Lyall před několika dny informoval, že neviděl žádný další exemplář pokřovníka, přičemž se domnívá, že druh je zcela vyhuben“, nicméně protože s některými vzorky obchodoval ještě na konci 90. let, nelze vyloučit hypotetické přežívání pokřovníka i v následujících rocích. Shrnující studie z roku 2004 odhaduje, že Lyall s Traversem získali 10 exemplářů z února až října 1894, 2–4 do srpna 1895 a další 2–3 někdy mezi srpnem 1895 a rokem 1899. Mezinárodní svaz ochrany přírody (IUCN) klade datum vyhynutí pokřovníka do roku 1895, přičemž i při nejoptimističtějších odhadech pták vyhynul maximálně deset let po svém objevení. Zdivočelé kočky byly na Stephensově ostrově vybity teprve roku 1925.